# Tour de Romandie
Die Tour de Romandie ist eine Rundfahrt im Straßenradsport, welche durch die Romandie, die französischsprachige Westschweiz, führt.
Der erstmals 1947 ausgetragene Wettbewerb findet jährlich Ende April / Anfang Mai statt und gilt als wichtiges Vorbereitungsrennen auf den Giro d’Italia. Die Tour de Romandie gehörte zu der im Jahr 2005 neu eingeführten UCI ProTour, einer Serie der wichtigsten Straßenradrennen des Jahres. Seit 2011 gehört das Rennen zur Nachfolgeserie UCI WorldTour.
Der Ire Stephen Roche konnte das Rennen als bislang Einziger dreimal für sich entscheiden (1983, 1984 und 1987).
Erster und bisher einziger deutscher Sieger der Tour de Romandie ist Andreas Klöden, der die Austragung im Jahre 2008 gewann.
Wegen der COVID-19-Pandemie wurde das Rennen für 2020 abgesagt.

## Palmarès
| Jahr | Sieger                   | Zweiter                         | Dritter              |          |
| ---- | ------------------------ | ------------------------------- | -------------------- | -------- |
| 1947 | Désiré Keteleer          | Gino Bartali                    | Ferdy Kübler         |          |
| 1948 | Ferdy Kübler             | Jean Goldschmit                 | Mathias Clemens      |          |
| 1949 | Gino Bartali             | Ferdy Kübler                    | Settimio Simonini    |          |
| 1950 | Edouard Fachleitner      | Hugo Koblet                     | Kléber Piot          |          |
| 1951 | Ferdy Kübler             | Hugo Koblet                     | Fritz Schär          |          |
| 1952 | Wout Wagtmans            | Hugo Koblet                     | Raymond Impanis      |          |
| 1953 | Hugo Koblet              | Pasquale Fornara                | Louison Bobet        |          |
| 1954 | Jean Forestier           | Pasquale Fornara                | Carlo Clerici        |          |
| 1955 | René Strehler            | Hugo Koblet                     | Max Schellenberg     |          |
| 1956 | Pasquale Fornara         | Carlo Clerici                   | René Strehler        |          |
| 1957 | Jean Forestier           | Guido Carlesi                   | Hugo Koblet          |          |
| 1958 | Gilbert Bauvin           | Pino Cerami                     | Giovanni Pettinati   |          |
| 1959 | Kurt Gimmi               | Rolf Graf                       | Fredy Rüegg          |          |
| 1960 | Louis Rostollan          | Édouard Delberghe               | Jos Hoevenaers       |          |
| 1961 | Louis Rostollan          | Giuseppe Fezzardi               | Imerio Massignan     |          |
| 1962 | Guido De Rosso           | Franco Cribiori                 | Joseph Novales       |          |
| 1963 | Willy Bocklant           | Federico Bahamontes             | Guido De Rosso       |          |
| 1964 | Rolf Maurer              | Huub Zilverberg                 | Gastone Nencini      |          |
| 1965 | Vittorio Adorni          | Rolf Maurer                     | Robert Hagmann       |          |
| 1966 | Gianni Motta             | Raymond Delisle                 | Rolf Maurer          |          |
| 1967 | Vittorio Adorni          | Louis Pfenninger                | Armand Desmet        |          |
| 1968 | Eddy Merckx              | Raymond Delisle                 | Robert Hagmann       |          |
| 1969 | Felice Gimondi           | Vittorio Adorni                 | Antoon Houbrechts    |          |
| 1970 | Gösta Pettersson         | Davide Boifava                  | Joop Zoetemelk       |          |
| 1971 | Gianni Motta             | Antonio Salutini                | Willy Van Neste      |          |
| 1972 | Bernard Thévenet         | Lucien Van Impe                 | Raymond Delisle      |          |
| 1973 | Wilfried David           | Lucien Van Impe                 | Michel Pollentier    |          |
| 1974 | Joop Zoetemelk           | Wladimiro Panizza               | Fedor den Hertog     |          |
| 1975 | Francisco Galdós         | Josef Fuchs                     | Knut Knudsen         |          |
| 1976 | Johan De Muynck          | Roger De Vlaeminck              | Eddy Merckx          |          |
| 1977 | Gianbattista Baronchelli | Joop Zoetemelk                  | Knut Knudsen         |          |
| 1978 | Johan van der Velde      | Hennie Kuiper                   | Johan De Muynck      |          |
| 1979 | Giuseppe Saronni         | Gianbattista Baronchelli        | Henk Lubberding      |          |
| 1980 | Bernard Hinault          | Silvano Contini                 | Giuseppe Saronni     |          |
| 1981 | Tommy Prim               | Giuseppe Saronni                | Peter Winnen         |          |
| 1982 | Jostein Wilmann          | Tommy Prim                      | Silvano Contini      |          |
| 1983 | Stephen Roche            | Phil Anderson                   | Tommy Prim           |          |
| 1984 | Stephen Roche            | Jean-Marie Grezet               | Niki Rüttimann       |          |
| 1985 | Jörg Müller              | Acácio da Silva                 | Tommy Prim           |          |
| 1986 | Claude Criquielion       | Jean-François Bernard           | Bruno Cornillet      |          |
| 1987 | Stephen Roche            | Jean-Claude Leclercq            | Ronan Pensec         |          |
| 1988 | Gerard Veldscholten      | Tony Rominger                   | Urs Zimmermann       |          |
| 1989 | Phil Anderson            | Gilles Delion                   | Robert Millar        |          |
| 1990 | Charly Mottet            | Robert Millar                   | Luc Roosen           |          |
| 1991 | Tony Rominger            | Robert Millar                   | Michael Carter       |          |
| 1992 | Andrew Hampsten          | Miguel Indurain                 | Charly Mottet        |          |
| 1993 | Pascal Richard           | Claudio Chiappucci              | Andrew Hampsten      |          |
| 1994 | Pascal Richard           | Armand de Las Cuevas            | Andrew Hampsten      |          |
| 1995 | Tony Rominger            | Pēteris Ugrjumovs               | Francesco Casagrande |          |
| 1996 | Abraham Olano            | Oleksandr Hontschenkow          | Giuseppe Guerini     |          |
| 1997 | Pawel Tonkow             | Chris Boardman                  | Beat Zberg           |          |
| 1998 | Laurent Dufaux           | Alex Zülle                      | Francesco Casagrande |          |
| 1999 | Laurent Jalabert         | Beat Zberg                      | Wladimir Belli       |          |
| 2000 | Paolo Savoldelli         | Joseba Beloki                   | Laurent Dufaux       |          |
| 2001 | Dario Frigo              | Félix García Casas              | Wladimir Belli       |          |
| 2002 | Dario Frigo              | Alex Zülle                      | Cadel Evans          |          |
| 2003 | Tyler Hamilton           | Laurent Dufaux                  | Francisco Pérez      |          |
| 2004 | Tyler Hamilton           | Fabian Jeker                    | Leonardo Piepoli     |          |
| 2005 | Santiago Botero          | Damiano Cunego                  | Denis Menschow       |          |
| 2006 | Cadel Evans              | Alberto Contador                | Alejandro Valverde   |          |
| 2007 | Thomas Dekker            | Paolo Savoldelli                | Andrei Kaschetschkin |          |
| 2008 | Andreas Klöden           | Roman Kreuziger                 | Marco Pinotti        |          |
| 2009 | Roman Kreuziger          | Wladimir Alexandrowitsch Karpez | Rein Taaramäe        |          |
| 2010 | Simon Špilak             | Denis Menschow                  | Michael Rogers       |          |
| 2011 | Cadel Evans              | Tony Martin                     | Alekszandr Vinokurov |          |
| 2012 | Bradley Wiggins          | Andrew Talansky                 | Rui Costa            |          |
| 2013 | Chris Froome             | Simon Špilak                    | Rui Costa            |          |
| 2014 | Chris Froome             | Simon Špilak                    | Rui Costa            |          |
| 2015 | İlnur Zäkärin            | Simon Špilak                    | Chris Froome         |          |
| 2016 | Nairo Quintana           | Thibaut Pinot                   | Ion Izagirre         |          |
| 2017 | Richie Porte             | Simon Yates                     | Primož Roglič        |          |
| 2018 | Primož Roglič            | Egan Bernal                     | Richie Porte         |          |
| 2019 | Primož Roglič            | Rui Costa                       | Geraint Thomas       |          |
| 2020 | abgesagt                 | abgesagt                        | abgesagt             | abgesagt |
| 2021 | Geraint Thomas           | Richie Porte                    | Fausto Masnada       |          |
| 2022 | Alexander Wlassow        | Gino Mäder                      | Simon Geschke        |          |
| 2023 | Adam Yates               | Matteo Jorgenson                | Damiano Caruso       |          |
| 2024 | Carlos Rodríguez         | Alexander Wlassow               | Florian Lipowitz     |          |
| 2025 |                          |                                 |                      |          |

### Mehrfachsieger
| # | Name             | Siege | Zweiter | Dritter | Siegjahre        |
| - | ---------------- | ----- | ------- | ------- | ---------------- |
| 1 | Stephen Roche    | 3     | 0       | 0       | 1983, 1984, 1987 |
| 2 | Ferdinand Kübler | 2     | 1       | 1       | 1948, 1951       |
| 3 | Tony Rominger    | 2     | 1       | 0       | 1991, 1995       |
| 3 | Vittorio Adorni  | 2     | 1       | 0       | 1956, 1967       |
| 5 | Cadel Evans      | 2     | 0       | 1       | 2006, 2011       |
| 5 | Chris Froome     | 2     | 0       | 1       | 2013, 2014       |
| 5 | Primož Roglič    | 2     | 0       | 1       | 2018, 2019       |
| 8 | Pascal Richard   | 2     | 0       | 0       | 1993, 1994       |
| 8 | Dario Frigo      | 2     | 0       | 0       | 2001, 2002       |
| 8 | Tyler Hamilton   | 2     | 0       | 0       | 2003, 2004       |
| 8 | Gianni Motta     | 2     | 0       | 0       | 1966, 1971       |
| 8 | Louis Rostollan  | 2     | 0       | 0       | 1960, 1961       |
| 8 | Jean Forestier   | 2     | 0       | 0       | 1954, 1957       |

Stand: 12. März 2023

### Meiste Etappensiege
| # | Name                | Siege |
| - | ------------------- | ----- |
| 1 | Mario Cipollini     | 12    |
| 2 | Ferdinand Kübler    | 8     |
| 2 | Hugo Koblet         | 8     |
| 4 | Michael Albasini    | 7     |
| 5 | Johan Van der Velde | 6     |
| 5 | Gianni Motta        | 6     |
| 5 | Knut Knudsen        | 6     |
| 5 | Tony Rominger       | 6     |